# Rock Action
Rock Action ist ein englischsprachiger Kabelfernsehsender, der zu Rock Entertainment Holdings gehört. Er ging am 27. März 2014 auf Sendung und ist vor allem auf Unterhaltung ausgerichtet. Der Sender ist unter anderem in Indonesien, Hongkong, Malaysia, den Philippinen, Singapur, Taiwan, Thailand und Vietnam über DVB-C, DVB-S und IPTV in HD empfangbar.

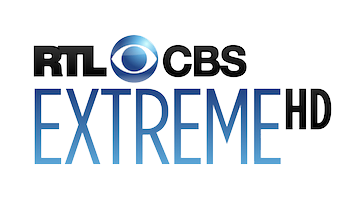
Logo von 2014 bis 2017

## Programm
- 101 Things Removed from the Human Body
- Criss Angel Believe
- Dynamo: Magician Impossible
- Fear Factor
- Hawaii Fünf-Null
- Navy CIS: L.A.
- Red Bull Art of Motion
- Red Bull Cliptomaniacs
- Red Bull Air Race Weltmeisterschaft
- Smash Cuts